# 全国民主労働組合総連盟
全国民主労働組合総連盟（ぜんこくみんしゅろうどうくみあいそうれんめい）とは、韓国の労働組合のナショナルセンターである。1995年の設立当初から反米・反日・親北朝鮮色であり、暴力等の過激なデモやストライキを行う、世界的にも有数の戦闘的労働組合として知られている。略称は民主労総、民労総。 
労働組合が支持基盤の一つである文在寅政権時代から、組合員数約120万人という韓国内では最大規模の労働組合となった。本部は京郷新聞社内にある。 
この団体は正義党、労働党、緑色党、民衆党のような韓国左派・革新政党を支持している。 一方で朴槿恵大統領退陣デモを企画するなど、国民の力のような韓国保守政党には非常に強く批判的。蜜月であったリベラル派の文在寅政権とは、2021年にはコロナ禍で禁じられた大規模デモを行った罪にトップ逮捕された以降は「自分たちを弾圧している」と、対立関係になり、猛非難している。近年では中枢幹部や元幹部ら4人が北朝鮮のスパイとなって日本と韓国政府の対立を煽るように指示を受け行動していたとして逮捕される事件も起きている。 

## 設立経緯
元々、韓国の労働組合のナショナルセンターとして軍政が育てた労資協調路線の韓国労働組合総連盟（韓国労総）が存在した。しかし、1987年の民主化宣言以降、韓国労総の労資協調姿勢に反発する労働運動が活発化。1995年11月11日に当局非公認のまま結成され、労働法改正後の1999年11月22日に晴れてナショナルセンターとして認可された。

## 政治的姿勢
政治姿勢としては金大中をも含めた保守・中道派に対して批判的な姿勢を保ち、金大中政権下での新自由主義路線に対しても実力行使で反撃、2001年の大宇自動車（現：GM大宇）争議への白色テロに対しても徹底抗戦を貫いた。また2000年4月には立場の近い在野勢力と共に民主労働党（民労党）を結成、支持母体となった。しかし、2008年には民主労総現職・前職役員の党員が集団離党するなどの動揺も見せた。2002年大統領選挙と2007年大統領選挙では民労党候補を全面的に支援した。
2011年12月に民労党と国民参与党及び進歩新党脱党派によって結成された統合進歩党（進歩党）には、チョ・ジュノ前委員長が共同代表として入党した。第19代総選挙に際し、比例代表では進歩党を支援したが、地域区においては進歩新党の一部候補も支援した。総選挙後、比例代表候補予備選における不正事件が発覚し、真相究明をする過程で党権派党員による暴力事態が発生するとこれを非難する姿勢を示した。また、労総中央委員会が決めた党刷新案が受け入れられなかったことを受け、進歩党支持を撤回する姿勢も示したが、5月17日の中央委員会で革新非常対策委員会（進歩党の非党権派が結成した党運営機関）による党刷新が実現するまでの間は支持を撤回する「条件付き支持撤回」を決定した。
姜基甲を代表とする新党権派による指導部が発足し党刷新が図られたが、不正選挙の当事者とされる議員2名の除名が7月の議員総会で否決されたことを受け、民主労総は中央執行委員会を8月14日未明まで行い、統合進歩党への支持を撤回することを決定した。統合進歩党の最大支持組織である民主労総が支持を撤回したことで、新党権派による新党結成方針が加速されるものと推測される。
12月に行われる大統領選挙では、民主労総として独自候補を擁立する動きもあったが断念した。役員は野党圏の有力候補であった文在寅（民主統合党）と安哲秀（無所属）、それぞれの候補者キャンプに合流する動きが続いた。そして野党圏候補が文在寅に一本化（安哲秀は立候補辞退）されたことで、民主労総は「政権交代」を目標に文在寅を消極的に支持する姿勢を採った。ただ、2018年以降からは再び文在寅(ムン・ジェイン)政府など自由主義勢力を強い口調で批判している。2019年以降からは文在寅自由主義政府を取り壊さなければならないという、非常に強硬な立場を取っている。
日本の三里塚芝山連合空港反対同盟（北原派）とは共闘関係にある。

## 不祥事・批判・親北スパイ行為摘発
大企業・正規職労働者中心の労働組合として年収約9200万ウォン（約920万円）など既得権に執着するうちに強硬闘争中心路線を歩むようになり、結局は労働者間の格差を広げたという批判がある。文在寅政権で経済社会労働委員会委員長に2017年8月に任命されて、全国労働組合協議会事務総長や民労総金属連盟委員長、民主労働党代表など、民主労総にも設立から関わってきた文成賢は「30年間、私なりに正義だと信じながら労働運動をしてきたが、今になってみると正義ではないこともあった。それには民労総にも責任がある」と述べ、民労総が最低賃金算入範囲や全国教職員労働組合の合法化など個々の事案に絡めて政府に要求することに、「大きな枠組みでの社会的対話を拒否するのは間違っている。対立と確執ではなく、和合と共生の労使関係を築くため、民労総は最善を尽くすべきだ」「民労総はこれまでの慣行と決別し、新たな未来に向かって行かなければならない」と批判した。
全国民主労働組合総連盟化繊労組ダンキン支会長がSPCグループが運営するダンキンドーナツの製品を非衛生的な環境製造・生地に異物混入という内容の情報提供映像を捏造して、KBCに公益申告者の振りして報道させた自作自演していたことが発覚した。
元々反日親北的組織であったが、2023年1月の本部への捜査で北朝鮮から反日や日韓対立の扇動など各種指令を受けていたことが判明した。同年3月末には、東南アジアなどで北朝鮮工作員と直接接触で指令を受け、反韓国政府活動を行ったとして、国家保安法違反容疑で、中枢幹部や元幹部ら4人が逮捕された。

## 指導部と関連諸問題・組織構成

### 指導部不在の長期化
2012年10月、労総改革の一環として2013年から実施される予定であった委員長の直接選挙制が三年延期された責任を取ってキム委員長が辞任表明した。11月の正式辞任後、民主労総はチョン副委員長を中心とする職務代行体制に移行したが、直接選挙制問題で直後に辞任。12月にペク・ソックン建設産業連盟委員長を中心とした非常対策委員会体制となった。
2013年1月の定期代議員大会では役員直接選挙制2年延期を骨子とした改正規約案が可決した。これにより2月末の代議員大会で第7期指導部を代議員による間接選挙制で選出し、2015年から任期が始まる第8期指導部については組合員による直接選挙制で選出される事となった。しかし、3月に行われた代議員大会は議決定足数不足で流会、4月23日の代議員大会は定足数を上回って成立したものの選挙人名簿に署名した代議員の数が選挙成立に必要な定足数を超えなかったため、投票が成立しなかった。指導部空白状態が長期化した結果、代議員大会の信頼失墜と労総内部の対立激化を招く結果となり、空白状態の更なる長期化を招く事態となった。
7月18日に行われた臨時代議員大会にて第7期役員選挙が行われ、決選投票の末、起亜労組出身で民主労総副委員長を務めたシン・スンチョルが委員長に、建設連盟政策室長を務めたユ・ギスが事務総長にそれぞれ当選し、8ヶ月余り続いた指導部空白状態に終止符をうった。

### 組合員の直接選挙による新執行部発足
紆余曲折を経て、民主労総は2014年10月2日に選挙公告を発表、委員長と首席副委員長、事務総長を組合員の直接選挙で選出する選挙がおこなわれることになった。
選挙には4つのグループが立候補し、12月9日に投票が行われたものの4グループのいずれも半数を超える得票を獲得できず、ハン・サンギュンを委員長候補とする政派連合選挙本部（民主労総最大政派の全国会議と中央派、国民派の一部による候補者グループ）とチョン・ジェファンを委員長候補とする左派グループ（労働者階級政党推進委と労革推、労働者連帯、労働戦線など左派グループによる候補者グループ）による決選投票が行われることになった。26日に行われた決選投票の結果、ハン・サンギュン候補者グループが勝利し、2015年1月から第8期指導部体制がスタートした。

### 加盟単産
加盟単産は16団体。主な所属単産は、現代労組・全国教職員労働組合・ソウル市地下鉄労組など。
- 全国建設産業労働組合連盟
- 全国公共運輸労働組合連盟
- 全国公務員労働組合
- 全国教授労働組合
- 全国教職員労働組合
- 全国金属労働組合
- 全国大学労働組合
- 全国民間サービス労働組合連盟
- 全国保健医療産業労働組合
- 全国金融事務労働組合連盟
- 全国民主環境施設一般労働組合連盟
- 全国IT産業労働組合連盟
- 全国言論労働組合連盟
- 全国女性労働組合連盟
- 全国化学繊維労働組合連盟
- 韓国非正規職教授労働組合

出典：